# Alloxysta pleuralis
Alloxysta pleuralis är en stekelart som först beskrevs av Cameron 1879.  Alloxysta pleuralis ingår i släktet Alloxysta, och familjen glattsteklar. Arten är reproducerande i Sverige.